# Görömbölytapolcai-kőfülke
A Görömbölytapolcai-kőfülke Magyarország megkülönböztetetten védett barlangjai között van. A Bükki Nemzeti Park területén lévő Miskolcon található. Régészeti leletek kerültek elő belőle. Turista útikalauzokban is ismertetve van.

## Leírás
A Miskolctapolcai-tavasbarlang felett lévő Vár-hegy meredek oldalának sziklái között, az erdőben található vízmű zárt területén helyezkedik el a barlang. Sziklás rész aljában, a hegy K-i kinyúlásának letörési pereme közelében van a vízszintes tengelyirányú főbejárata. Négy bejárata létezik. Van egy lejtő tengelyirányú és két függőleges tengelyirányú bejárata is. Ez utóbbiak a barlang felszínre nyíló kürtői.
Az elágazó és kétszintes barlang felső triász mészkőben jött létre. A barlang falán látható az egykori kitöltési szintet jelölő festett vonal. A Magyar Nemzeti Múzeumba kerültek a barlang felső rétegeiben talált bükki kultúrájú cseréptöredékek és kovapengék. A zavart helyzetben lévő késő jégkori üledékekből 3 kisméretű penge és 3 átfúrt szarvasszemfog került elő, amelyeket a kutatók a késő aurignaci kultúrába, vagy máshol a gravetti kultúrába tartozónak ismertetnek. Az alsó rétegekben talált gerezdkaparó és néhány szilánk a Moustier-kultúrába sorolható.
A különlegesség egy 70×80 mm-es emberi tarkócsont-darab. Thoma Andor végezte el a lelet antropológiai feldolgozását. Az agylenyomatból megállapította, hogy a 20 éves korában elhunyt nő balkezes volt. A csontdarab a formája, kövesedettsége és vastagsága alapján a mai ember (Homo sapiens) ősi, archaikus formájához tartozik. Szénizotópos kormeghatározással megállapítva kora i. e. 28 500 év. Rituális kannibalizmusra utalnak az öreglyuk kitágításának kétségtelen nyomai.
1976-ban volt először Görömbölytapolcai-kőfülke néven említve a barlang az irodalmában. Előfordul a barlang Görömbölyi-kőfülke (Kordos 1984), Görömbölyi kőfülke (Kadić 1952), Görömböly-Tapolcai barlang (Vértes 1965), Görömböly-tapolcai-kőfülke (Kordos 1984), Görömböly-Tapolcai kőfülke (Vértes 1965), Görömbölytapolcai kőfülke (Schőnviszky 1937), Görömbölytapolcai-sziklaüreg (Dely 1970), Görömböly-tapolcai-sziklaüreg (Ringer, Regős 2008), Görömböly-Tapolcai sziklaüreg (Jakucs, Kessler 1962), Görömböly–Tapolcai sziklaüreg (Mottl 1939), Miskolctapolcai-kőfülke (Dely 1970), Száraz-barlang (Bertalan 1976), Szentkereszthegyen lévő kis barlang (Bertalan 1976), Tapolcai sziklafülke (Regős 2002) és Tapolcavárhegyi kőfülkés zsombolyok (Regős 2002) neveken is az irodalmában.

## Kutatástörténet
Az 1929. évi Turistaság és Alpinizmusban közölve lett, hogy Tapolca-fürdő felett a mészkőben Pollaágh Béla vendéglős eddig ismeretlen barlangra akadt. A barlangot Megay Géza, a Miskolci Múzeum kiküldöttje is bejárta és őskori cserepeket, valamint emberi csontokat talált benne. Eddig nem történt szakszerű kutatás a barlangban. Az 1934. évi Barlangvilágban az olvasható, hogy 1931-ben a Borsod-Miskolci Múzeum megásatta Görömbölytapolcán, a Szentkereszt-hegy gerince alatt lévő barlangot. Az üreg jégkori rétegéből előkerült kőeszközök Hillebrand Jenő és Leszih Andor szerint a későaurignaci és a protosolutréi korra utalnak. Egy emberi nyakszirtcsont is előkerült a jégkori rétegből, amelyet valószínűleg Bartucz Lajos vizsgál.
A Turisták Lapja 1937. évi évfolyamában meg van említve, hogy a Görömbölytapolcai kőfülke Görömbölytapolcán, közvetlenül a tavas barlang egyik kürtője mellett található. Néhány paleolit kőeszköz került elő a jelentéktelennek tűnő üregből. Az 1938. évi Geologica Hungarica Series Palaeontologica című kiadvány szerint a miskolci múzeum 1931. évi ásatásai emberi csontleletet eredményeztek. Ekkor Megay Géza zavartalan diluviális rétegben emberi nyakszirtcsont pikkelyének (squama occipitalis) nagyobb darabjára bukkant. A nyakszirtcsontdarab, amelyet Bartucz Lajos is vizsgált, patinája és megtartási állapota alapján is diluviálisnak tűnik. Régiek sérülései. A pikkely felső (interparietalis) része feltűnően alacsony, görbült, viszonylag keskeny, tehát hosszúfejű (dolichocephal) koponyához tartozik. Primitív jellegű a felső tarkóvonal (Linea nuchae sup.). A kultúrréteget késői aurignaciennek tartja Hillebrand Jenő.
A Kadić Ottokár által írt, 1952-ben készült kéziratban röviden ismertetve van Görömbölyi kőfülke néven a barlang, amely a görömbölytapolcai fürdőtelep területén, a tavasbarlang egyik kürtője mellett helyezkedik el. A jelentéktelennek látszó kőfülke ásatásakor néhány paleolit kőeszközt találtak. Az 1961-ben napvilágot látott Lillafüred barlangjai szerint világviszonylatban is ritka leletek a pleisztocénből származó és a barlangok kitöltésében megőrzött emberi csontok. Ilyen csontleletet találtak a kutatók a Miskolc-tapolcai Kőfülke nevű barlangban. A lelet egyetlen, vaskos, nagyon kövült ősemberi nyakszirtcsont. Ez átfúrt, ékszerként használt szarvasfogakkal és pattintott kőeszközökkel került elő, és az aurignaci kultúrába tartozik. Megay Géza feltárása.
Az 1962-ben megjelent, A barlangok világa című könyvben meg van említve, hogy a bükki Görömböly-Tapolcai sziklaüregből is előkerültek barlangi-gravetti eszközök. Az 1962-ben kiadott Bükk útikalauzban az van írva, hogy a miskolctapolcai sziklaüregből aurignacien kormeghatározó leletek kerültek elő. 1964-ben az MKBT Bibliográfiai Szakbizottság összeállította a Miskolc-, (Görömböly) tapolcai kőfülke irodalomjegyzékét. A Vértes László által írt, 1965-ben napvilágot látott könyv szerint a Suba-lyuk Moustier-kultúrájával azonos jellegű a Kecskés-galyai-barlang és a Farkas-kői-sziklaüreg leletanyaga, valamint átmeneti vadásztanyák lehettek ezek a helyek. Valószínűleg ide sorolható a Görömböly-Tapolcai sziklaüreg moustieri rétege. A mai Miskolctapolcán, a tavasbarlang felett lévő kisméretű fülkét a Borsod-Miskolci Múzeum tárta fel 1928 és 1931 között. Megay Géza lett megbízva a munka vezetésével.
Nem lettek publikálva az eredmények, de Hillebrand Jenő összefoglaló munkájában megemlítette a sziklaüreget. Egy emberi koponya kis töredékéről és késői aurignaci kultúráról számolt be. Említette a hiénát, a szarvast, a barlangi medvét és a tarándszarvast a faunából. Budapestre küldte megvizsgálni Megay Géza az ásatáskor gyűjtött rétegmintákat. Ezeket Vértes Lászlóék figyelme elkerülte 1962-ig, ekkor vették észre, hogy az anyagminták között csontmaradványok és régészeti anyag is van. A fauna vizsgálata szerint a barlangban egy korai posztglaciális vagy késői glaciális réteg alatt volt egy idősebb réteg is. Ide tartozik egy jellegzetes gerezdkaparó, és a miskolci gyűjteményben található anyagból néhány bulbusos szilánk is. 1942-ben Mottl Mária a késői aurignacienbe sorolta a kőfülkét.
A Herman Ottó-barlang felső, fiatalabb ipara, ha külön lehetne választani az idősebbtől, valószínűleg a Görömböly-Tapolcai barlang és a Diósgyőr-Tapolcai barlang felső, megközelítőleg barlangi gravettiként meghatározható eszközalakjaival egyeznék. Az újonnan előkerült faunában Megaloceros, Bufo, hiéna és barlangi medve mutatja az alsó réteg korát, amely a W 1-re helyezhető. Nem alkalmasak közelebbi besorolásra a moustieri leletek, és csak a gerezdkaparó alapján azonosíthatók a bükki késői Moustier-kultúrával. Nyilván felső, meghatározhatatlan korú, sárga rétegéből került elő 3 kisméretű, de nem törpe penge és 3 átfúrt szarvasszemfog. Egy tarkócsontot írt le innen Thoma Andor, amely a Homo sapiens csoporthoz tartozik.
Kőzettani adatok nincsenek. A faunisztikai adatok Kretzoi Miklóstól származnak. Sárga réteg: Pomatia sp., Glis glis, Vulpes vulpes és Martes martes. Barna réteg: Bufo bufo, Avis sp. (kis gázló?), Avis sp. (nagy ragadozó), Lepus timidus, Canis spelaeus, Vulpes vulpes, Ursus spelaeus, Crocotta spelaea, Lynx lynx és Megaloceros sp. Jánossy Dénes kiegészítése: Coelodonta antiquitatis, Bison seu Bos és Equus sp. A könyv 23. tábláján megfigyelhető a Görömböly-Tapolcai barlangból előkerült gerezdkaparó, egy hasítóeszköz és egy széles, bulbusos szilánk. A 70. táblán 3 átfúrt tarándszarvas fog látható, amelyek a Görömböly-Tapolcai kőfülke kitöltéséből kerültek elő.
Az 1976-ban befejezett, Magyarország barlangleltára című kéziratban az olvasható, hogy a Bükk hegységben, Miskolcon található a Görömbölytapolcai kőfülke, amelynek további nevei Száraz-barlang, Görömbölyi kőfülke és Szentkereszthegyen lévő kis barlang. Közvetlenül a Miskolctapolcai-tavasbarlang egyik kürtője mellett helyezkedik el. Ősemberi nyakszirtcsont került elő belőle. A kézirat barlangra vonatkozó része egy publikáció alapján lett írva. A Bertalan Károly és Schőnviszky László által összeállított, 1976-ban megjelent Magyar barlangtani bibliográfia barlangnévmutatójában meg van említve a Bükk hegységben lévő barlang Görömbölytapolcai-kőfülke néven. A barlangnévmutatóban fel van sorolva 11 irodalmi mű, amelyek foglalkoznak a barlanggal.
Az 1977-ben kiadott Bükk útikalauz szerint a Miskolctapolcai-tavasbarlang feletti hegyoldalban, közel a tavasbarlang felszínre nyíló egyik kürtőjéhez helyezkedik el a Görömbölytapolcai-sziklaüreg, másik nevén Miskolctapolcai-kőfülke. Megay Géza itt végzett ásatásakor az alsó, ősi kultúrrétegből barlangi medve, bölény és barlangi kutya csontmaradványai mellől késő moustieri kőeszközök, a felső, fiatalabb, minden bizonnyal felső paleolit kultúrrétegből három kőpenge és egy emberi tarkócsontdarab került elő. Talált három átfúrt szarvasfogat is, amelyeket régen valószínűleg ékszerként használtak. Néhány lelet a gravetti kultúrába sorolható. A tarkócsont Homo sapiens jellegű, tehát már a ma élő ember alakköréhez tartozik.
Az 1984-ben napvilágot látott, Magyarország barlangjai című könyv országos barlanglistájában szerepel a Bükk hegységben lévő barlang Görömböly-tapolcai-kőfülke néven Száraz-barlang, Görömbölyi-kőfülke és Szentkereszthegyen lévő kis barlang névváltozattal. A listához kapcsolódóan látható az Aggteleki-karszt és a Bükk hegység barlangjainak földrajzi elhelyezkedését bemutató 1:500 000-es méretarányú térképen a barlang földrajzi elhelyezkedése. A kiadványban meg van említve, hogy a suba-lyuki típusú kultúrához, illetve tágabb értelemben a bükki középső-paleolitikumhoz tartozik pl. a Görömbölytapolcai-kőfülke szórványlelete is. Juhász Márton 1985-ben felmérte a barlangot, majd a felmérés felhasználásával megszerkesztette a barlang alaprajz térképét és 2 keresztszelvény térképét. Az 1990. évi Karszt és Barlangban publikálva lett, hogy Görömbölyön, Tapolcától É-ra fekszik egy meredek kősziklából és több üregből álló hegy, amelynek neve Kis Köves.
A 2005-ben megjelent, Magyar hegyisport és turista enciklopédia című kiadványban önálló szócikke van a barlangnak. A szócikk szerint a Görömbölytapolcai kőfülke Miskolctapolcán van és a barlangfürdő mögött emelkedő Vár-hegy védett természeti értéke. Főbejárata 2 m magas, 3,5 m széles és 170 m tszf. magasságban helyezkedik el. 27 m hosszú a triász mészkőben lévő barlang. 1888-ból származik első említése. A Megay Géza által 1929–1931-ben végzett ásatáskor talált emberi tarkócsont a felső paleolitikumból származik. A Hellebrand Magdolna által 1977-ben végzett kutatások anyagának többsége pedig a Kyjatice-kultúra hagyatékába sorolható.
A Bükki Nemzeti Park Igazgatóság működési területén, a Bükk hegységben elhelyezkedő és 5392/32 kataszteri számú Görömbölytapolcai-kőfülke, 2006. február 28-tól, a környezetvédelmi és vízügyi miniszter 8/2006. KvVM utasítása szerint, megkülönböztetett védelmet igénylő barlang. A Ringer Árpád és Regős József által írt, 2008-ban kiadott tanulmányban van egy térkép, amelyen a Bükk hegység fontosabb régibb kőkori lelőhelyeinek, pl. a Görömbölytapolcai-kőfülke földrajzi elhelyezkedése látható. A barlang az egyik jelentős barlangi lelőhely, amelyben a térkép szerint előfordul tipikus moustieri és aurignaci kultúra. A térképet Ringer Árpád és Regős József adatainak felhasználásával Ludányi Csaba készítette.
A Bükki Nemzeti Park Igazgatóság működési területén lévő és 5392-32 kataszteri számú Görömbölytapolcai-kőfülke, 2012. február 25-től, a vidékfejlesztési miniszter 4/2012. (II. 24.) VM utasítása szerint, megkülönböztetetten védett barlang. 2013. augusztus 12-től a belügyminiszter 43/2013. (VIII. 9.) BM rendelete szerint a Borsod-Abaúj-Zemplén megyei, miskolci, 5392-32 barlangkataszteri számú és 16770 lelőhely-azonosítójú Görömbölytapolcai-kőfülke régészeti szempontból jelentős barlangnak minősül. Nyírő Ádám Artúr 2015. évi szakdolgozatában meg van említve, hogy a Görömbölytapolcai-kőfülke azok közé a barlangok közé tartozik, amelyekről a szakirodalom alapján egyértelműen nem megállapítható, hogy késő bronzkori lelőhelyek-e, de eldönthetnék a kérdést további kutatások.

## További irodalom
- Bartucz Lajos: Der Urmensch der Mussolini-Höhle. Geologica Hungarica Series Palaeontologica 14. Fasc. (1939.) 55. o.
- Erdey Gyula – Hubay József – Vigyázó János: Bükk. Budapest, 1932. Turistaság és Alpinizmus RT. 68. o.
- Erdey Gyula: Bükk portyavezető. Budapest, Sport, 1954. 76. o.
- Erdey Gyula: Bükk útikalauz. Budapest, Sport, 1956. 177. o.
- Hillebrand Jenő: Magyarország őskőkora. Archaeologica Hungarica, 1935. (17. köt.) 24. o.
- Illyés Bertalan szerk.: Miskolc (Görömböly) Tapolca-fürdő és környéke. Miskolc, 1948. 3. o.
- Kadić Ottokár: Csonkamagyarország barlangjai. Kézirat. Budapest, 1951. 34. o.
- Kessler Hubert – Megay Géza: Lillafüred barlangjai. Miskolc, 1955. 42. o.
- Kessler Hubert – Megay Géza: Lillafüred barlangjai. (Harmadik, átdolgozott kiadás.) Miskolc, 1963.
- Komáromy József: Megay Géza (1904–1963). Borsodi Szemle, 1964. (8. évf.) 1. sz. 72. o.
- Megay Géza: A Turista Szakosztály Barlangkutató Szakbizottságának, valamint a barlangokat felkereső turistáknak feladatai. Diósgyőri Vasas Turisták Túrakönyve, Miskolc, 1950. 71. o.
- Mottl Mária: Az interglaciálisok és interstadiálisok a magyarországi emlősfauna tükrében. (Hozzászólásokkal.) Beszámoló a Magyar Királyi Földtani Intézet vitaüléseinek munkálatairól, 1941. (3. évf.) 1. füz. 12., 23. o.
- Mottl Mária: Az interglaciálisok és interstadiálisok a magyarországi emlősfauna tükrében. A Magyar Királyi Földtani Intézet Évkönyve, 1941. (35. köt.) 3. füz. 38. o.
- Mottl Mária: Die Interglazial und Interstadialzeiten im Lichte der ungarischen Säugetierfauna. Mitteilungen aus dem Jahrbuch der kgl. ung. geologischen Reichsanstalt, 1941. (35. köt.) 3. füz. 11., 23. o.
- Mottl Mária: Das Aurignacien in Ungarn. Quartär, 1942. (4. köt.) 103. o.
- Péchy-Horváth Rezső: A kőkorszakbeli ember óriási földvárának bástyafalaira bukkantak a tapolcai Várhegyen. Magyar Jövő, 1931. október 21. (13. évf. 235. sz.) 3. o.
- Péchy-Horváth Rezső: Újabb értékes leleteket fedeztek fel a tapolcai őskori barlangban. Magyar Jövő, 1931. november 4. (13. évf. 246. sz.) 2. o.
- Saád Andor: A miskolckörnyéki ősemberkutatásokról. Természet és Technika, 1951. 11. sz. 701. o.
- Saád Andor: A Bükk-hegység ősembere és az avasi probléma. Borsodi Szemle, 1956. (1. évf.) 2. sz. 105. o.
- Szeghalmy Gyula: Felvidék. Budapest, 1940. 79–101., 102–140. o.
- Vértes László: Paläolithische Kulturen des Würm I/II-Interstadials in Ungarn. Acta Archaeologica, 1955. (5.) 3–4. füz. 265. o.
- –: Tapolca egyik vendéglőse állítása szerint Harsányig elnyúló barlangot fedezett fel. Magyar Jövő, 1928. szeptember 2. (10. évf. 197. sz.) 2. o.
- –: Meglepő leletek a tapolcai 10 kilométeres barlangban. Magyar Jövő, 1928. október 6. (10. évf. 225. sz.) 3. o.
- –: Őskori földvárat ástak ki a Tapolca-fürdő feletti Szent-kereszt hegy tetején. Miskolci Napló, 1931. október 19. (29. évf. 27. sz.) 2. o.
- –: A jégkorszakbeli ősember számos eszközére bukkantak az egyik tapolcai barlangban. Magyar Jövő, 1931. október 25. (13. évf. 239. sz.) 3. o.
- –: Tovább folytatják a tapolcai ásatásokat. Magyar Jövő, 1931. november 5. (13. évf. 247. sz.) 4. o.
- –: A Görömböly-tapolcai sziklakápolnából... Országjárás, 1940. (6. évf. 35. sz.) 5. o.